# Oak Ridge North (Texas)
Oak Ridge North es una ciudad ubicada en el condado de Montgomery en el estado estadounidense de Texas. En el Censo de 2010 tenía una población de 3.049 habitantes y una densidad poblacional de 871,37 personas por km².

## Geografía
Oak Ridge North se encuentra ubicada en las coordenadas 30°9′24″N 95°26′32″O / 30.15667, -95.44222. Según la Oficina del Censo de los Estados Unidos, Oak Ridge North tiene una superficie total de 3.5 km², de la cual 3.5 km² corresponden a tierra firme y (0%) 0 km² es agua.

## Demografía
Según el censo de 2010, había 3.049 personas residiendo en Oak Ridge North. La densidad de población era de 871,37 hab./km². De los 3.049 habitantes, Oak Ridge North estaba compuesto por el 93.77% blancos, el 1.31% eran afroamericanos, el 0.39% eran amerindios, el 1.25% eran asiáticos, el 0.07% eran isleños del Pacífico, el 1.54% eran de otras razas y el 1.67% pertenecían a dos o más razas. Del total de la población el 10.2% eran hispanos o latinos de cualquier raza.